# Alchemy (videoigra)
Alchemy je računalna puzzle igra od PopCap Gamesa, iz 2003. Besplatna verzija ovog naslova se može igrati online na različitim web stranicama, dok cijela verzija (full version) se može skinuti i otključati za nominalnu svotu.
Igra nije baš najednostavnija i preporučena je za uzraste od 10 do 15, pa i na više. Najsrodnija joj je PopCap igra "Atomica".

## Gameplay
Cilj igre je pretvoriti ploču kvadrata iz sive u zlatnu stavljajući nasumično odabrane rune na svako od polja. Sve rune trebaju biti postavljene tako da izravno graniče jedna s drugom na ploči, ali da bi to bilo moguće moraju dijeliti istu boju ili oblik. Kad se popuni cijeli red bilo vodoravno ili okomito, rune nestaju i ostavljaju zlatno polje.
Ako nema više dostupnog mjesta za rune koje su vam trenutačno u ruci, mogu biti odbačene (discarded) u tzv. forge, na rubu ploče. Rune mogu biti izbačene do tri puta odjednom, a ako se taj broj prekorači prouzrokova kraj igre.
Glavna strategija igre je u biranju gdje točno staviti rune, a da se maksimiziraju mogućnosti budućih poteza. Ako se rune loše poslažu, potezi u budućnosti će biti teži za odigrati (ili će zahtijevati više sreće kod dobivenih simbola).

## Platforme
- PC
- Mac OS
- Mac OS X
- Java
- Flash

## Zanimljivosti
Simboli korišteni u igri su astrološki simboli zodijaka: Ovan , Bik ,  Blizanac ,  Rak ,  Lav , Djevica ,  Vaga ,  Škorpion ,  Strijelac ,  Jarac ,  Vodenjak  i Riba . Neki od ovih simbola će se samo pojaviti na višim razinama.

## Vanjske poveznice
- PopCap Games
- Alchemy - Online Flash verzija